# Camiknickers

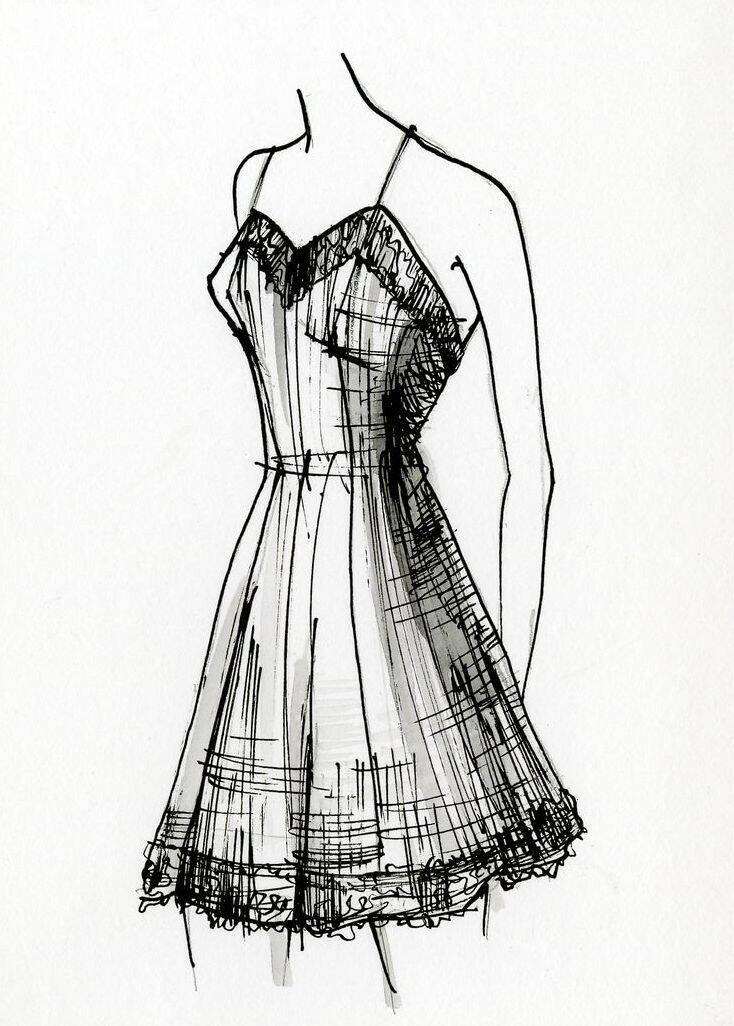
Teckning föreställande camiknickers.

Camiknickers, kamiknickers, avlett från franskans cami "del"/"överdel" och engelskans knickers "knäbyxor"; kortbenta trosbyxor som liknar shorts, ursprunget är mamelucker. Först knälånga 1916, på 1930-talet blev trosorna lårkorta och kallades franska knickers.